# Neocurupira chiltoni
Neocurupira chiltoni är en tvåvingeart som först beskrevs av Campbell 1921.  Neocurupira chiltoni ingår i släktet Neocurupira och familjen Blephariceridae. Inga underarter finns listade i Catalogue of Life.